# Tai Po FC
El Tai Po Football Club (en chino tradicional, 大埔足球會), conocido como Wofoo Tai Po por razones de patrocinio, es un equipo de fútbol de Hong Kong que juega en la Primera División de Hong Kong, la liga de fútbol más importante del país.

## Historia
Fue fundado en el 2002 en el distrito de Tai Po y su nombre actual se debe a su principal patrocinador, el Wofoo Social Enterprises. 3 años después de su fundación obtuvieron el ascenso a la Primera División como segundo lugar, solo por debajo del Hong Kong FC. Nunca ha sido campeón de Primera División, pero sí ha sido campeón de Copa en 1 ocasión en 3 finales jugadas.
A nivel internacional ha participado en 3 torneos continentales, el primero de ellos fue la Copa de la AFC 2010, siendo eliminado en la fase de grupos por el Da Nang F.C. de Vietnam, el Thai Port FC de Tailandia y el Geylang United FC de Indonesia.

## Palmarés

### Liga
- Hong Kong Premier League (2): 2018–19, 2024-25
- Hong Kong First Division (1): 2015–16
- Hong Kong Second Division (1): 2013–14
- Hong Kong Third Division (1): 2003–04

### Copa
- Hong Kong FA Cup (1): 2008–09
- Hong Kong Senior Shield (1): 2012–13
- Hong Kong Sapling Cup (1): 2016–17

## Participación en competiciones de la AFC
| Temporada | Torneo               | Ronda          | Club           | Casa | Visita | Global      |
| --------- | -------------------- | -------------- | -------------- | ---- | ------ | ----------- |
| 2010      | AFC Cup              | Fase de grupos | Geylang United | 1–1  | 1–1    | 4.º lugar   |
| 2010      | AFC Cup              | Fase de grupos | Thai Port      | 0–1  | 2–0    | 4.º lugar   |
| 2010      | AFC Cup              | Fase de grupos | SHB Đà Nẵng    | 1–2  | 3–0    | 4.º lugar   |
| 2019      | AFC Cup              | Playoff        | Ryomyong       | 0–0  | 0–0    | 0–0 (5–3 p) |
| 2019      | AFC Cup              | Fase de grupos | Kitchee SC     | 3–3  | 4–2    | 3.º Lugar   |
| 2019      | AFC Cup              | Fase de grupos | Hang Yuen      | 4–2  | 1–1    | 3.º Lugar   |
| 2019      | AFC Cup              | Fase de grupos | April 25       | 1–3  | 0–4    | 3.º Lugar   |
| 2020      | AFC Champions League | 2.ª Preliminar | Kedah          | 1–5  |        |             |

## Gerencia
| Puesto                         | Nombre            |
| ------------------------------ | ----------------- |
| Director de fútbol             | Fung Hoi Man      |
| Entrenador                     | Davor Berber      |
| Asistentes                     | Ivan Kurtušić     |
| Asistentes                     | Lau Chi Keung     |
| Asistentes                     | Chan Yuk Chi      |
| Asistentes                     | Lui Chi Hing      |
| Entrenador de Porteros         | Tung Ho Yin       |
| Mánager                        | Fung Yuk Lun Alan |
| Supervisor de Fútbol Honorario | Lau Ming Sum      |
| Supervisor de Fútbol           | Cheng Chun Ping   |
| Gerente                        | Chu King Yuen     |
| Entrenador                     | Choi Kwok Sai     |
| Entrenador Honorario           | Albert Hung       |
| Entrenador Honorario           | Ng Sau Kei        |
| Supervisor de Juegos           | Lau Yat Leung     |
| Supervisor de Juegos           | Chan Hiu Fai      |
| Consejero de Medicina China    | Fong Chun Chun    |
| Secretario                     | Chan Ping         |
| Tesorero                       | Wan Koon Kao      |

## Jugadores

### Jugadores destacados
| - Li Hon Ho - Lee Hong Lim - So Loi Keung - Chan Siu Ki - Lee Wai Lim - Chan Yuk Chi | - Joel - Júnior - Mao Mengsuo - Christian Annan - Caleb Ekwenugo |

### Números retirados
- 16 -  Mao Mengsuo, MED (2008-10) - Homenaje Póstumo.